# Lewis Tillman

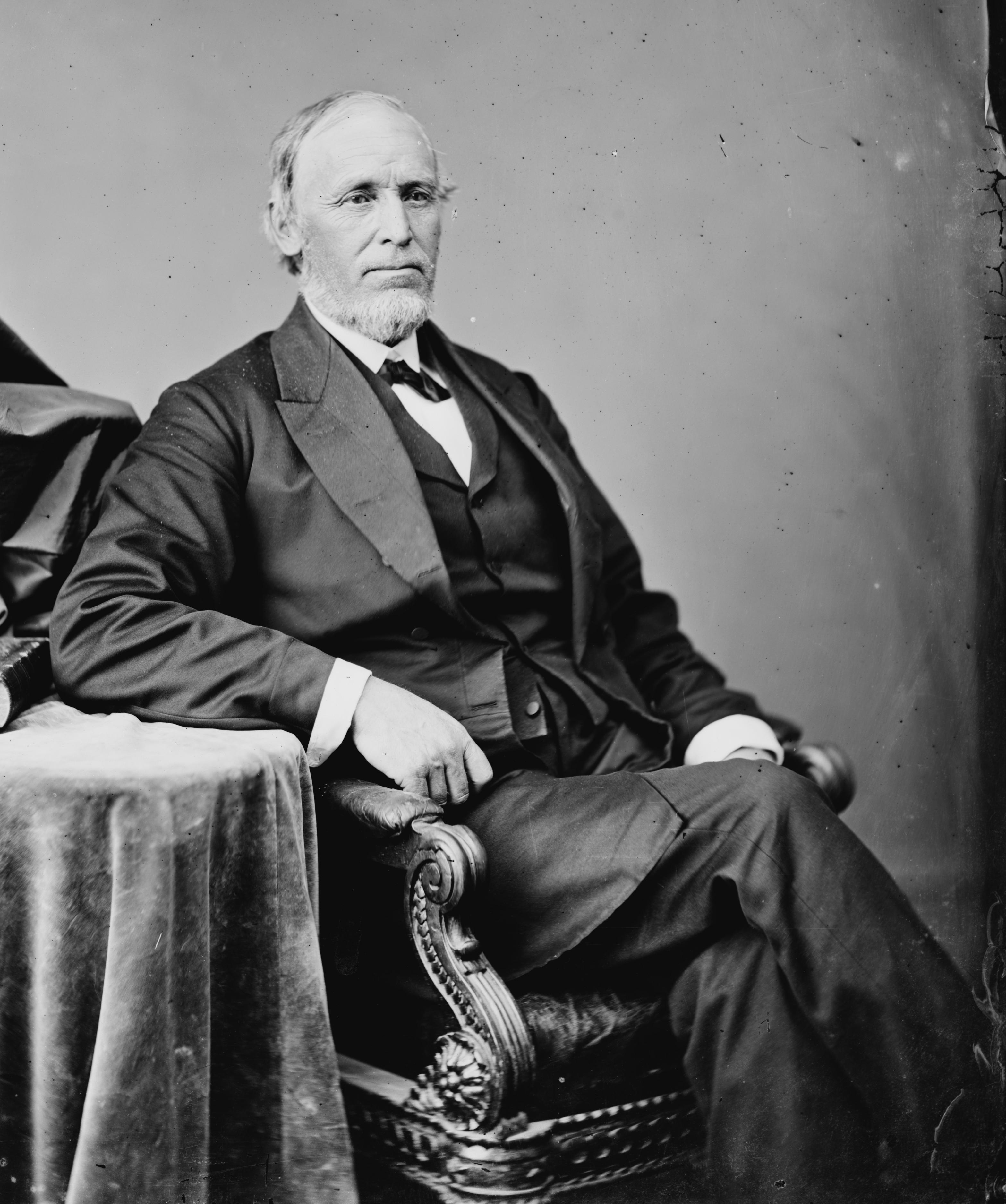
Lewis Tillman

Lewis Tillman (* 18. August 1816 bei Shelbyville, Bedford County, Tennessee; † 3. Mai 1886 ebenda) war ein US-amerikanischer Politiker. Zwischen 1869 und 1871 vertrat er den Bundesstaat Tennessee im US-Repräsentantenhaus.

## Werdegang
Lewis Tillman war ein Neffe von Barclay Martin (1802–1890), der zwischen 1845 und 1847 ebenfalls für den Staat Tennessee im Kongress saß. Er besuchte die öffentlichen Schulen seiner Heimat und absolvierte danach eine akademische Ausbildung. Später nahm er als Soldat an einem Krieg gegen die Seminolen teil. Beruflich arbeitete er in der Landwirtschaft. Außerdem war er zwischen 1852 und 1860 Gerichtsdiener am Bezirksgericht im Bedford County. Vor dem Bürgerkrieg war er Oberst in der Staatsmiliz von Tennessee. Zwischenzeitlich gab er in Shelbyville auch eine Zeitung heraus. Von 1865 bis 1869 war er Gerichtsdiener am Kanzleigericht.
Politisch wurde Tillman Mitglied der Republikanischen Partei. Bei den Kongresswahlen des Jahres 1868 wurde er im vierten Wahlbezirk von Tennessee in das US-Repräsentantenhaus in Washington, D.C. gewählt, wo er am 3. März 1869 die Nachfolge von James Mullins antrat. Da er im Jahr 1870 auf eine weitere Kandidatur verzichtete, konnte er bis zum 3. März 1871 nur eine Legislaturperiode im Kongress absolvieren. Während dieser Zeit wurde der 15. Verfassungszusatz verabschiedet.
Nach seinem Ausscheiden aus dem US-Repräsentantenhaus arbeitete Lewis Tillman wieder in der Landwirtschaft. Er starb am 3. Mai 1886 in Shelbyville.